# Pena (Begonte)
Pena (llamada oficialmente Santalla de Pena) es una parroquia española del municipio de Begonte, en la provincia de Lugo, Galicia.

## Otras denominaciones
La parroquia también es conocida por el nombre de Santa Eulalia de Pena.

## Organización territorial
La parroquia está formada por diecisiete entidades de población, constando seis de ellas en el nomenclátor del Instituto Nacional de Estadística español:
- A Paxarosa
- A Pontella
- As Fungas
- Laxe
- Lousadela
- Montouto
- O Acivro
- O Campo
- O Lousao (O Lousado)
- O Vento
- Pedra do Couto
- Penagrande (Pena Grande)
- Sandulfe
- Toimil
- Trascastro
- Vilar
- Xulfe

## Demografía
| Gráfica de evolución demográfica de Pena entre 2000 y 2019 |
|                                                            |
| Datos según el nomenclátor publicado por el INE.           |